# إميلي بايبر
إميلي بايبر (بالألمانية: Emilie Bieber)‏ هي مصورة ألمانية، ولدت في 6 أكتوبر 1810 في هامبورغ في ألمانيا، وتوفي بنفس المكان في 5 مايو 1884.